# Brevet de technicien supérieur - Communication
Le BTS « Communication » (anciennement BTS « Communication des entreprises ») est un diplôme fortement professionnalisant qui a pour vocation de former en deux ans des commerciaux généralistes connaissant les techniques de la communication en entreprises, agences conseils en communication, administrations, collectivités ou associations. Il est offert dans 179 établissements en France, la plupart privés (70 %), dont une dizaine en apprentissage.

## Présentation
La formation vise :
- la découverte des aspects commerciaux et techniques de la communication des entreprises, des collectivités territoriales et des associations : communication commerciale, communication institutionnelle, communication interne, communication sociale
- l'apprentissage et le maîtrise des outils de la communication : communication écrite, marketing direct, relations presse, études de marché, techniques de production
- la découverte de l’univers des médias : télévision, presse écrite, affichage, cinéma, radio, internet
- l'acquisition d'une culture générale en communication, en psychosociologie, en économie, en droit
- la mise en œuvre d'actions concrètes de communication pour des annonceurs

Cette formation est offerte dans les sections STS des lycées, dans des établissements privés et par correspondance. 

## Programme
Le programme est national (le « référentiel » du Ministère est accessible ici), sanctionné par un examen commun; on y constate un taux de réussite de 77 %.
Le programme est couvert par 28 h d'enseignement par semaine, réparties en 10 matières: "cultures de la communication" (4 h), langue vivante (3 h), « management des entreprises » (2 h), « économie » (2 h), « droit » (2 h), projet de communication (4 h), « conseil et relation annonceur » (3 h), « veille opérationnelle » (2 h), atelier « production » (4 h), atelier « relations commerciales » (2 h). Un enseignement facultatif de 7 h hebdomadaires complète le dispositif : langue vivante (2 h), aide au partenariat (2 h), accès des étudiants aux ressources informatiques et documentaires (3 h). Un stage de 14 semaines minimum est obligatoire.

## Public visé
Le BTS « Communication », ouvert aux titulaires d’un baccalauréat (général, technologique, professionnel) ou équivalent, accueille surtout des titulaires des bacs L, ES et STMG spécialité mercatique. On constate la répartition suivante : Bac STMG : 25 % ; Bac ES : 17 % ; Bac L : 9 % ; Bac pro : 15 % ; Bac S : 4 % ; Autres : 29 % 

## Carrières
Le diplôme du BTS "Communication" ouvre aux carrières de chargé de communication (en particulier dans les organisations qui ne disposent pas de service communication). Dans les organisations où une direction de la communication existe, les titulaires d'un BTS "Comm" occupent des postes d’assistant-e des directeurs de communication. Dans les agences de communication, la mission est plus commerciale. En régie publicitaire, on peut faire de la vente d'espaces publicitaires pour des supports tels que des titres de presse, des chaînes de télévision.

## Poursuite d'études après le diplôme
Le diplôme du BTS "Communication" est conçu pour entrer directement dans la vie active. Toutefois, depuis le milieu des années 2000, on constate que trois quarts des diplômés choisissent de poursuivre leurs études, et la plupart dans la communication. Les poursuites d’études sont souvent une licence en "Information et communication", puis un master. Certaines formations proposent des diplômes en "formation continue" et en apprentissage.

## Histoire institutionnelle
Le BTS "Communication" est créé par arrêté du 11 juin 2009. Il prend la suite du BTS "Communication des entreprises" (créé par arrêté du 3 septembre 1997), du BTS "Communication et action publicitaire" (créé par arrêté du 19 juillet 1985) et du BTS "Publicité" (créé par arrêté du 21 juillet 1965).